# Dulwich Hamlet Football Club
Dulwich Hamlet Football Club é uma equipe localizada no bairro East Dulwich, de Londres e joga suas partidas como mandante no Champion Hill. Atualmente a equipe disputa a Isthmian League Premier Divison, que equivale a 7ª divisão inglesa.

## História
O clube foi criado em 1893, por Lorraine 'Pa' Wilson. Foi membro fundador da Liga Dulwich em 1899, e foi o campeão inaugural. O clube venceu novamente o título na edição seguinte. Em 1907 aderiram à Isthmian League e à Spartian League, deixando esta última no final da época 1907-08. Em 1919-20, o clube conquistou o seu primeiro título da Istmian League, ganhando a liga na média de gols contra o Nunhead. Também ganhou a FA Amateur Cup, derrotando o Tufnell Park por 1-0 na final no Den. O clube venceu novamente a liga em 1925-26, e a FA Amateur Cup pela segunda vez em 1931-32 venceu por 7-1 contra a Marine na final. Na época seguinte o clube conquistou o seu terceiro título da liga. Em 1933-34 ganhou a sua terceira FA Amateur Cup, derrotando o Leyton por 2-1 na final. Os dois clubes voltaram a encontrar-se na final em 1936-37, com Dulwich a vencer por 2-0.
Em 1948-49, Dulwich venceu a Isthmian League pela quarta vez. A temporada 1976-77 viu o clube terminar no fundo da Division One, resultando no rebaixamento para a Division Two, que foi rebatizada Division One na temporada seguinte, com a Division One a tornar-se a Premier Division. O clube ganhou o título da Division One em 1977-78 e foi promovido de volta à Premier Division. Acabaram no fundo da Premier Division em 1989-90, e foram rebaixados para a Division One. O clube foi promovido de volta à Premier Division no final da temporada 1991-92, depois de terminar em terceiro lugar na Division One. Em 1998-99, alcançou a primeira ronda da FA Cup pela primeira vez desde 1948, perdendo por 1-0 para o Southport F.C..
Depois de terminar no fundo da Premier Division em 2000-01, o clube foi rebaixado de volta à Division One. Depois de terminar em sétimo lugar em 2003-04, o clube jogou contra o Wealdstone por um lugar na Premier Division após a reestruturação da liga, mas perdeu por 5-4 nos pênaltis após um empate em 2-2. Em 2010-11 Dulwich terminou em quinto lugar e entrou nos play-offs de promoção, derrotando Bognor Regis Town por 3-1 nas semi-finais antes de perder por 4-3 para o Leatherhead na final. Na temporada seguinte, o clube terminou em terceiro lugar, qualificando-se novamente para os play-offs de promoção. Após vencer o Folkestone Invicta por 2-1 nas semi-finais, o clube perdeu a final por 1-0 para o Bognor Regis. O clube regressou à Premier Division após ganhar o título da Division One South no último dia da temporada 2012-13 com um empate por 1-1 contra o Burgess Hill Town.
Em 2014-15 Dulwich terminou em quarto lugar na Premier Division, qualificando-se para os play-offs. No entanto, perdeu por 2-1 para o Margate nas semifinais. Na época seguinte, o clube terminou em quinto lugar, e chegou à final do play-off depois de ganhar 1-0 no Bognor Regis Town na semifinal, antes de perder por 3-1 para o East Thurrock United. Em 2016-17, Dulwich terminou em terceiro na Premier Division, qualificando-se para os play-offs pela terceira temporada consecutiva. Após vencer o Enfield Town por 4-2 nas semi-finais, perdeu por 2-1 no Bognor Regis Town na final. A época seguinte viu o clube terminar como vice-campeão na Premier Division. Nos play-offs seguintes, derrotou o Leiston por 1-0 na semifinal, antes de derrotar o Hendon 4-3 nos pênaltis, após um empate de 1-1 na final para ganhar a promoção à National League South.
Na temporada 2019-20, o Dulwich chegou à primeira ronda da FA Cup, com o clube perdendo por 4-1 em casa para o Carlisle United.

## Estádio

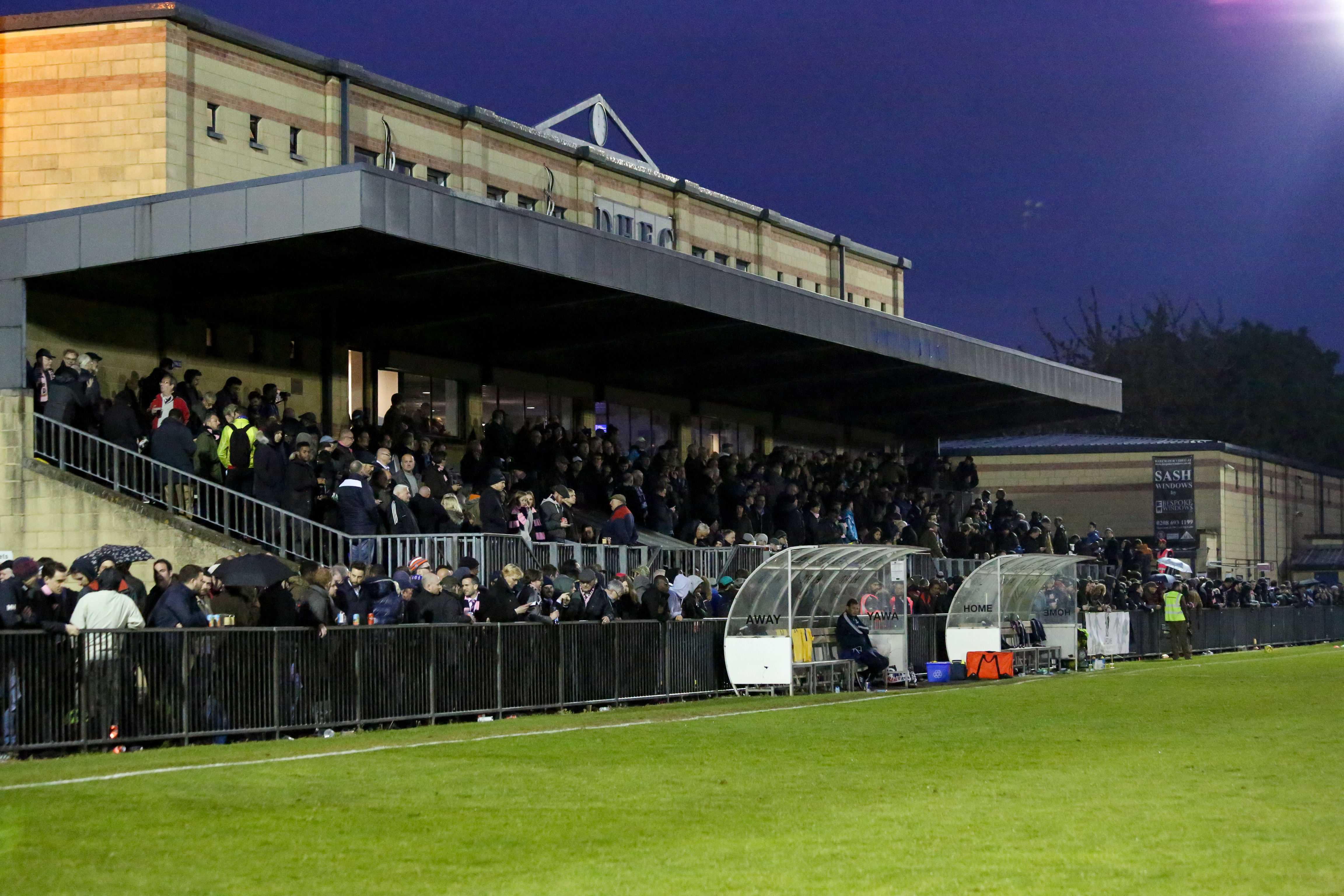
O estádio Champion Hill antes de uma partida do Dulwich Hamlet contra o Enfield Town

O clube jogou em Woodwarde Road até 1895, quando se mudaram para College Farm. No ano seguinte, mudaram-se para Sunray Avenue, onde permaneceram até 1902. Entre 1902 e 1912 jogaram no Freeman's Ground em Champion Hill, antes de se mudarem para um terreno adjacente, onde jogaram até à abertura do estádio Champion Hill, em 1931. O estádio foi utilizado para jogos internacionais amadores, incluindo os Jogos Olímpicos de Verão de 1948.
Em 1991, o estádio foi demolido, pois estava demasiado degradado e perigoso para ser adaptado às normas de segurança modernas, em resultado da nova regulamentação introduzida em consequência do Desastre de Hillsborough. Durante a temporada de 1991-92, o clube jogou no terreno do Tooting & Mitcham United's Sandy Lane, enquanto um novo estádio mais pequeno foi construído no mesmo local, abrindo para o início da temporada 1992-93. O novo estádio foi financiado pela venda ao Sainsbury's de terrenos que em tempos tinham sido o campo de treino do clube, situados imediatamente atrás do grande terraço coberto no lado norte do "velho" Champion Hill, pelo landlords King's College London. O novo terreno permaneceu na posse do King, tendo o clube desistido do arrendamento do terreno antigo em troca da construção do novo terreno.
Em Setembro de 2013, tornou-se o primeiro terreno de futebol na Grande Londres a ser listado como um bem de valor comunitário, mas este foi retirado pelo Southwark Council pouco tempo depois, devido a uma tecnicidade legal. Em fevereiro de 2014, o Champion Hill foi comprado por £5,7m pela Meadow Residential. Em março de 2018, a empresa forçou o clube a sair do terreno, resultando numa partilha temporária do terreno com os rivais Tooting & Mitcham, no seu estádio Imperial Fields, que durou até Dulwich regressar ao Champion Hill em dezembro de 2018.

## Torcida
Dulwich Hamlet teve o maior número de presenças na Isthmian League em 2015-16, com uma média de 1.343 pessoas, mais do que o dobro da próxima mais alta em Hampton & Richmond Football Club. O clube ganhou reputação pelo elemento ativista do seu apoio, com os adeptos por detrás do objetivo a passarem a ser apelidados de "The Rabble". Nas últimas temporadas, o Comité de Clubes de Futebol, o Supporters Trust e os adeptos têm apoiado iniciativas anti-discriminação e anti-homofobia, entre muitas outras iniciativas no seio da comunidade.
Os esforços feitos pelo clube e todos os seus voluntários para assegurar a ligação do clube a todas as partes da sua comunidade local foram reconhecidos em 2016, quando lhes foi atribuído o Football Foundation Community Club Of The Year no National Game Awards em Londres.

## Plantel
Em 2 de abril de 2023
Nota: Bandeiras indicam equipe nacional, conforme definido pelas regras de elegibilidade da FIFA. Os jogadores podem ter mais de uma nacionalidade não-FIFA.
| N.º |               | Posição | Jogador                                        |
| --- | ------------- | ------- | ---------------------------------------------- |
| 1   | Inglaterra    | G       | Charlie Grainger                               |
| 2   | Inglaterra    | D       | Sanchez Ming                                   |
| 3   | Inglaterra    | D       | Will Wood                                      |
| 4   | Inglaterra    | M       | Conor Lawless (de empréstimo do Luton Town)    |
| 5   | País de Gales | D       | David Stephens (de empréstimo do Boreham Wood) |
| 6   | Inglaterra    | D       | Jack Holland                                   |
| 8   | Inglaterra    | M       | Frankie Raymond                                |
| 9   | Inglaterra    | A       | Danny Mills                                    |
| 10  | Inglaterra    | M       | Cameron Thompson                               |
| 13  | Inglaterra    | G       | Aaron Jones                                    |
| 15  | Inglaterra    | D       | Quade Taylor                                   |
| 16  | Inglaterra    | D       | Andre Blackman                                 |
| 17  | Inglaterra    | M       | Michael Phillips (de empréstimo do Barnet)     |

| N.º |                | Posição | Jogador                                                   |
| --- | -------------- | ------- | --------------------------------------------------------- |
| 18  | Inglaterra     | A       | George Porter                                             |
| 19  | Inglaterra     | A       | Dan Smith                                                 |
| 20  | Inglaterra     | D       | Deon Woodman (de empréstimo do Queens Park Rangers)       |
| 22  | Estados Unidos | A       | Josh Fawole                                               |
| 23  | Inglaterra     | D       | Joe Felix                                                 |
| 24  | Inglaterra     | M       | Johl Powell                                               |
| 25  | Inglaterra     | D       | Ronnie Vint                                               |
| 26  | Kosovo         | M       | Kreshnic Krasniqi                                         |
| 27  | Eritreia       | A       | Nebay Haile                                               |
| 28  | Inglaterra     | D       | Kristian Campbell                                         |
| 30  | Inglaterra     | M       | Gianni Crichlow (de empréstimo do Havant & Waterlooville) |
| -   | França         | M       | Kalvin Kalala                                             |

### Jogadores históricos
Durante a década de 1920, o clube tinha dois jogadores convocados para a seleção inglesa. Bert Coleman foi escalado enquanto jogava pelo Dulwich em 1921, enquanto Edgar Kail ganhou três jogos contra a França, Bélgica e Espanha em 1929. Kail foi o último jogador amador a jogar pela Inglaterra enquanto jogava apenas com um clube amador, e evitou muitas abordagens de clubes profissionais para ficar com Dulwich Hamlet, a sua equipe local, para quem marcou mais de 400 golos, e continua a ser objeto de canções de arquibancada por parte dos torcedores do clube.

## Corpo técnico
Atualizado em abril de 2023
| Posição               | Nome            |
| --------------------- | --------------- |
| Treinador             | Hakan Hayrettin |
| Assistente técnico    | Terry Harris    |
| Preparador de goleiro | Andy Smith      |
| Preparador físico     | Tyrone Cassius  |

## Treinadores
A partir de 1966:
| Periódo   | Treinador               |
| --------- | ----------------------- |
| 1966–1967 | Frank Reed              |
| 1967–1971 | Peter Gleeson           |
| 1971–1972 | Fred Setter             |
| 1972–1976 | Jimmy Rose              |
| 1976–1977 | George Rocknean         |
| 1977      | Jimmy Langley           |
| 1977–1981 | Alan Smith              |
| 1981–1984 | Eddie Presland          |
| 1984–1986 | Billy Smith             |
| 1986      | Allen Batsford          |
| 1986–1987 | Micky Leach             |
| 1987      | Ray Thorn               |
| 1987      | Billy Edwards           |
| 1987–1989 | Eddie Presland          |
| 1989–1990 | John Langford           |
| 1990–1991 | Joe Fascione            |
| 1991–1994 | Jim Cannon              |
| 1994–1997 | Frank Murphy            |
| 1997      | John Ryan & Mick Browne |
| 1997–2000 | Dave Garland            |
| 2000–2001 | Les Cleevely            |
| 2001      | Gwynne Berry            |
| 2001–2006 | Martin Eede             |
| 2006–2007 | Wayne Burnett           |
| 2007–2009 | Craig Edwards           |
| 2009–2022 | Gavin Rose              |
| 2022–2023 | Paul Barnes             |
| 2023–     | Hakan Hayrettin         |

## Títulos
- FA Amateur Cup
  - Campeões: 1919–20, 1931–32, 1933–34, 1936–37
- Isthmian League
  - Campeões: 1919–20, 1925–26, 1932–33, 1948–49
  - Campeões da 1ª divisão: 1977–78
  - Campeões da 1ª Divisão Sul: 2012–13
- Dulwich League
  - Campeões: 1899–1900, 1900–01
- London Senior Cup[27]
  - Campeões: 1924–25, 1938–39, 1949–50, 1983–84, 2003–04
- Surrey Senior Cup[28]
  - Campeões: 1904–05, 1905–06, 1908–09, 1909–10, 1919–20, 1922–23, 1924–25, 1927–28, 1933–34, 1936–37, 1946–47, 1949–50, 1957–58, 1958–59, 1973–74, 1974–75
- London Challenge Cup
  - Campeões: 1998–99
- London Junior Cup[27]
  - Campeões: 1899–1900

## Records
- Mais aparições: Reg Merritt, 576 (1950–1966)[29]
- Mais aparições consecutivas em partidas como titular: Chris Lewington, 290 (1977–1982)
- Mais gols: Edgar Kail, 427 (1919–1933)[29]
- Mais gols em uma temporada: Edgar Kail, 53 (1925–26)[30]
- Maior vitória em uma partida de liga: 10–1 vs West Norwood, 1920–21, 9–0 vs Worthing, 1990–91
- Maior vitória em uma partida de taça: 13–0 vs Walton-on-Thames, Surrey Senior Cup, 1936–37
- Maior derrota em uma partida de liga: 0–9 vs Walthamstow Avenue, Isthmian League, 1945–46; 1–10 vs Hendon, Isthmian League, 1963–64
- Maior derrota em uma partida de taça: 0–9 vs Hornchurch, Terceira rodada das qualificatórias da FA Cup, 2004–05
- Maior público (antigo Champion Hill): 20,744, Kingstonian v Stockton, Final da FA Amateur Cup (1932–33)[31]
- Maior público (novo Champion Hill): 3,336 vs Carlisle United, Primeira fase da FA Cup, 8 de Novembro de 2019[32]